# Dominic Ryan
Pas d'image ? Cliquez ici

a Compétitions nationales et continentales officielles uniquement.

b Matchs officiels uniquement.
Dernière mise à jour le 31 mai 2020.
Dominic Ryan, né le 28 mars 1990 à Dublin est un joueur de rugby à XV irlandais. Il évolue au poste de troisième ligne aile et joue pour les Leicester Tigers en Aviva Premiership depuis 2017.
Ryan a fait ses débuts avec le Leinster en Pro12 le 6 décembre 2009 contre Newport Gwent Dragons. Il fait sa première apparition en Coupe d'Europe la saison suivante contre le Racing-Métro 92. En mai 2011, il signe un nouveau contrat de 2 ans avec le Leinster.
En 2011, Ryan est sélectionné avec les Ireland Wolfhounds pour affronter l'équipe d'Écosse A et les England Saxons, ses premières sélections internationales. En 2014, Ryan intègre la sélection irlandaise pour préparer la tournée d'automne. Il connait sa première cape le 16 novembre 2014 contre la Géorgie.